# Viva! Bravo!
Viva! Bravo! (1986) é o vigésimo álbum de estúdio da boy band porto-riquenha Menudo e o primeiro a ser gravado em italiano. Lançado em 1986 sob o selo da gravadora Globo Records, reflete a continua estratégia de adaptação linguística para alcançar públicos de diferentes países. 
A formação de membros desse período incluía Charlie Massó, Robby Rosa, Ricky Martin, Raymond Acevedo e o novo integrante Sergio Gonzalez, que substituiu Roy Rosselló. A lista de faixas inclui versões de canções originalmente gravadas em espanhol e inglês, de cinco álbuns anteriores, a saber: Por amor (1982), A todo rock (1983), Evolución (1984), Menudo (1985) e Ayer y hoy (1986). 

## Antecedentes e contexto
Em 1983, o grupo Menudo assinou um contrato de seis anos para o lançamento de doze discos com a gravadora RCA Records, que foi fechado por uma cifra multimilionária. Com o sucesso dos primeiros álbuns gravados em inglês e português, respectivamente intitulados Reaching Out (1984) e Mania (1984), fazia parte da gravadora continuar expandindo os negócios além do sul de sua fronteira, incluindo países europeus, como Espanha e Itália.

## Produção e gravação
Em 7 de janeiro de 1985, o jornal La Opinion informou que estava nos planos do grupo entrar em estúdio e gravar canções em italiano, no primeiro semestre daquele ano. As gravações ocorreram nos Estudios Kirios, pertencentes à Discos CBS, em Madrid, Espanha, e no estúdio American Recording Co., em Hollywood, nos Estados Unidos. As mixagens foram feitas nos Estudios Eurosonic, em Madrid. O álbum foi produzido por Edgardo Díaz, criador e empresário do grupo, com assistência de Mary Lynne Pagán e Olimpio Petrossi. Em relação a parte gráfica (capa e contracapa), o responsável foi Antonio Dojmi.
O título do álbum provém da primeira faixa do lado A do disco, "Viva! Bravo!", que em suas versões em espanhol e português levam o mesmo nome, e estão presentes, respectivamente, nos álbuns  Ayer y hoy e A Festa Vai Começar, ambos de 1986. As versões mencionadas obtiveram sucesso nas rádios aparecendo entre as primeiras posições nas paradas musicais de países latinos, tais como Bolívia (La Paz), e Brasil (Rio de Janeiro).

## Repertório
A lista de faixas inclui versões de canções originalmente gravadas em espanhol e inglês, de álbuns anteriores. Do álbum Ayer y hoy (1986) vieram a já mencionada "Viva! Bravo!" ("Viva! Bravo!"), além de "Guardando Il Cielo Ed Un Gabbiano" ("Pañuelo blanco americano") e "Vicino A Te" ("Acércate"). De Evolución (1984) foram adaptadas "Baci Al Cioccolato" ("Sabes a chocolate"), "Il Primo Amore" ("Amor primero") e "Acqua Candida" ("Agua de limón"). Do álbum A todo rock (1983) derivam "Tu Come Stai (Senza Me)" ("Si tú no estás"), "Vivi La Vita" ("No te reprimas") e "La Più Carina" ("Piel de manzana"). "Dolci Baci" é uma versão de "Dulces besos" do álbum Por amor, de 1982. Por fim, do álbum Menudo (1985) foram traduzidas "Al Di Là Che Cosa C'è" ("You And Me All The Way") e "Sogni" ("Hold Me").

## Divulgação e bastidores
Como forma de divulgação, o grupo viajou para Itália em 12 de fevereiro de 1986, para se apresentar na trigésima sexta edição do Festival de Sanremo (36º Festival della canzone italiana), no qual interpretaram as canções "Baci al cioccolato" e "Viva! Bravo!". A gravadora RCA incluiu "Baci al cioccolato" no álbum de compilação Speciale Sanremo '86, que atingiu a sexta posição na parada musical italiana.
Nessa época, aconteceu um incidente relatado por Ramón L. Acevedo na biografia “¡Papi, Quiero Ser Un Menudo!”. O autor expôs tensões internas no Menudo após acusações de abuso sexual contra Edgardo Díaz, empresário do grupo, feitas por Ricky Martin e outro integrante. Após tocar de forma inapropriada nos garotos, Ricky fugiu chorando e buscou ajuda de Robby e Charlie, que confrontaram Edgardo, ameaçando-o e condenando sua atitude. A revelação levou os pais a questionarem os contratos dos filhos, enquanto Edgardo tentava manipular os integrantes e isolar líderes como Robby. Novas acusações de manipulação financeira e tentativas de assédio ampliaram o conflito. Apesar do apoio inicial dos pais, Edgardo retaliou demitindo aliados como Edwin Fonseca, e permaneceu implacável, intensificando a retaliação contra os que desafiaram sua autoridade.

## Lista de faixas
- Créditos adaptados do LP Viva! Bravo!, de 1986.[6]

| N.º | Título                              | Compositor(es)                                          | Intérprete      | Duração |  |
| 1.  | "Viva! Bravo!"                      | A. Monroy, C. Villa, P. Cassella                        | Charlie Massó   | 3:24    |  |
| 2.  | "Al Di La Che Cosa C'è"             | A. Rich, H. Rice, L. Macchiarella                       | Raymond Acevedo | 4:25    |  |
| 3.  | "Baci Al Cioccolato"                | A. Monroy, C. Villa, L. Gane                            | Robby Rosa      | 4:12    |  |
| 4.  | "Il Primo Amore"                    | A. Monroy, Azuela, C. Villa, L. Macchiarella            | Charlie Massó   | 3:11    |  |
| 5.  | "Dolci Baci"                        | A. Monroy, Azuela, C. Villa, J. Seijas, L. Macchiarella | Ricky Martin    | 3:35    |  |
| 6.  | "Tu Come Stai (Senza me)"           | A. Monroy, C. Villa, P. Cassella                        | Robby Rosa      | 4:26    |  |
| 7.  | "Guardando Il Cielo Ed Un Gabbiano" | A. Monroy, C. Villa, P. Cassella                        | Raymond Acevedo | 3:42    |  |
| 8.  | "Vivi La Vita"                      | A. Monroy, Azuela, C. Villa, E. Diaz, V. Caldari        | Charlie Massó   | 2:59    |  |
| 9.  | "Sogni"                             | H. Rice, P. Cassella                                    | Robby Rosa      | 4:11    |  |
| 10. | "Acqua Candida"                     | A. Monroy, Azuela, C. Villa                             | Raymond Acevedo | 4:17    |  |
| 11. | "Vicino A Te"                       | A. Monroy, Azuela, C. Villa                             | Charlie Massó   | 3:59    |  |
| 12. | "La Più Carina"                     | A. Monroy, C. Villa, L. Macchiarella                    | Sergio Gonzalez | 3:34    |  |